# 阿部六郎
阿部 六郎（あべ ろくろう、1936年3月22日 - ）は、群馬県出身の俳優。身長167cm、体重65kg。血液型はO型。希楽星所属。

## 出演

### テレビドラマ

#### NHK
- こども劇場「悪十兵衛とその息子」（1963年5月26日）
- 天と地と (NHK大河ドラマ)（1969年） - 松尾嘉助 役
- 勝海舟（1974年）- 正木市太郎 役
- おんな太閤記（1981年）- 池田恒興 役
- 松本清張シリーズ・波の塔（1983年）
- 徳川家康 (NHK大河ドラマ)（1983年） - 細作 役
- 山河燃ゆ（1984年） - ドクター・内藤 役
- 春の波涛（1985年）- 寺内正毅 役
- 澪つくし（1985年） - 栗田刑事 役
- 真田太平記（1985年）- 小西行長 役
- 武田信玄（1988年）- 瀬名信輝 役
- 総務部総務課山口六平太（1988年） - 武藤課長 役
- 翔ぶが如く（1990年） - 島津久徴 役
- 信長 KING OF ZIPANGU（1992年） - 大野木秀俊 役
- 八代将軍吉宗（1995年）- 仙石久尚 役
- 土曜ドラマ
  - 女たちの帝国（1997年）
- 葵 徳川三代（2000年）- 朽木元綱 役
- 虹色定期便（2001年）- 卓也の祖父 役
- 純情きらり（2006年）- 島本医師 役
- ROMES 06（2009年） - 宮脇社長 役
- 鉄の骨（2010年）
- 祝女〜shukujo〜（2010年）

#### 日本テレビ
- 太陽にほえろ!
  - 第236話「砂の城」（1977年）- 広田に強請られていた男
  - 第268話「偶然」（1977年）
  - 第279話「愛と怒り」（1977年）- バーテン
  - 第315話「ライバル」（1978年）- 矢吹課長
- 検事・若浦葉子（1991年）
- 銀狼怪奇ファイル（1996年）- 鴻神十三 役
- ザ・クイズショウ（2009年）- 安西代議士 役
- 町医者ジャンボ!!（2013年）- 漆原正康 役
- 火曜サスペンス劇場 / 取調室 第3作（1995年10月31日）- 赤間康次 役

#### TBS
- 水戸黄門（2000年 - 2001年）- 藤堂高久 役
  - 第28部 第14話「忍者が狙った御老公 -名張-」（2000年）
- 南極大陸（2011年）- 鳩山総理大臣 役
- 月曜ミステリー劇場 / 陰の季節 第5作（2003年3月17日）- 橋本恒明　役
- 月曜ゴールデン
  - 捜し屋★諸星光介が走る! 第6作（2011年）- 吉村勇吉 役
  - 新 法廷荒らし 猪狩文助〜終の棲家〜（2015年）

#### フジテレビ
- 殴る女（1998年）- 早坂光弘 役
- ナオミ（1999年）- 矢代尚美の父 役
- 僕と彼女と彼女の生きる道（2004年）- 大山隆三（声のみの出演） 役
- 恋におちたら〜僕の成功の秘密〜（2005年）- 菊地社長 役
- スローダンス（2005年）- 増田教授 役
- ホームレス中学生（2008年）- 山崎彰一 役
- トライアングル（2009年）- 堂島代議士
- 白と黒（2008年）- 今井老人
- 大切なことはすべて君が教えてくれた（2011年）
- 金曜エンタテイメント
  - ドーラク弁護士（1999年）
  - ハマの静香は事件がお好き（2003 - 2009年）- 音無淳一郎（静香の父） 役
- 金曜プレステージ / 松本清張没後20年特別企画・疑惑（2012年）

#### テレビ朝日
- JNR公安36号 第39話「その光を盗むな」（1963年）
- ザ・ハングマンシリーズ
  - ザ・ハングマン（1981年）
    - 第23話「人さらい、ベビーホテル」
    - 第27話「人質は糖尿病 救急ネズミ作戦」 - 田中事務官（法務省）
    - 第45話「浮気夫人の遺書を探れ」 - 佐竹社長（佐竹精機）

  - 新ハングマン 第11話「娘の真珠を奪ったハレンチ官僚」（1983年）- 商務工業省の役人
  - ザ・ハングマンV 第22話「三億の豪邸がコソ泥に持ち逃げされる!」（1986年）
- ガラスの仮面（1997年）
- てっぺん（1999年）- 桜井専務 役
- はみだし刑事情熱系 Season6（2001年） - 大沢専務 役
- 松本清張没後10年記念・張込み（2002年）
- 女帝（2007年）- 仲曽根代議士 役
- 相棒（2011年） - 山上等 役
- 都市伝説の女（2012年）- 萩野作次郎 役
- 警部補 矢部謙三2（2013年）- 古川重徳 役
- 土曜ワイド劇場
  - 船長シリーズ 第6作（1994年）
  - 温泉若おかみの殺人推理 第10作（2002年）
  - 松本清張の証言（2004年）
  - 法律事務所 第1作（2006年）- 滝川実 役
  - 100の資格を持つ女〜ふたりのバツイチ殺人捜査〜 第1作（2008年）- 袴田重喜 役

#### テレビ東京
- ドラマ女の手記「家庭崩壊を救った熱球」（1987年）
- 秘書のカガミ（2008年）- 柏木剛健 役

#### WOWOW
- 誘拐（2009年8月2日、WOWOWプライム、ドラマW）

### 映画
- 太陽（2005年）- 豊田貞次郎

### テレビアニメ
- こちら葛飾区亀有公園前派出所第350話（2004年）- 松尾俳造

### その他
- ゲーム日本史　革命児－織田信長 - 織田信長（晩年期）の声